# Csetény
Csetény est un village et une commune du comitat de Veszprém en Hongrie.

## Géographie
Csetény sur les pentes de Bakony, le long de la route 8216 entre Zirc et Mór.